# Henri Giffard

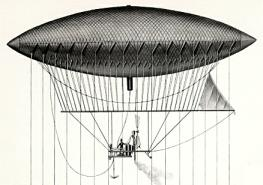
O dirigível de Giffard

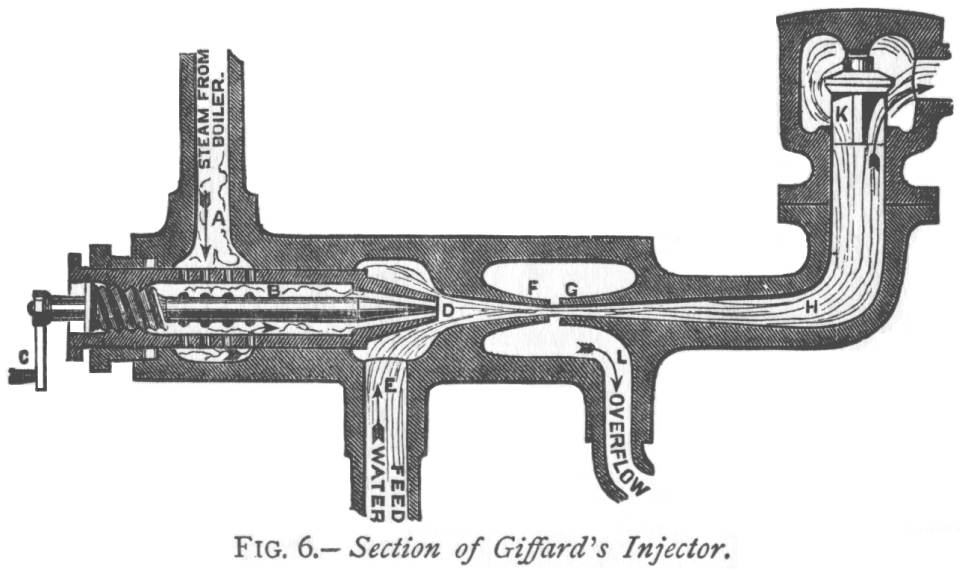
O Injector de Giffard

Henri Giffard (Paris, 8 de janeiro de 1825 — Paris, 19 de abril de 1882) foi um engenheiro francês, inventor do injector e do balão motorizado.

## Biografia
Henri Giffard é uma das glórias da mecânica francesa. Inventor genial, realizador notável, experimentador heróico, ele deixou uma lembrança profundamente ligada à história dos caminhos de ferro pela criação do injetor das locomotivas, que leva ainda o seu nome, e ele detém na aeronáutica um dos mais nobres lugares: foi Henri Giffard quem, pela primeira vez, se elevou no ar com um motor e que conseguiu, sob a impulsão desta máquina a vapor, fazer evoluir a sua embarcação aérea.
Após ter acompanhado apaixonadamente as origens do caminho de ferro de Saint-Germain, depois por ter conduzido as máquinas, Giffard se tornou em 1844, auxiliar do Dr. Le Berrier para o seu primeiro modelo de dirigível a vapor.
Tendo sido conscienciosamente iniciado à condução dos balões livres com os Godard, Giffard construiu em 1852, com a assistência dos Srs. David e Sciama, um grande dirigível de 2 500 m3. O revestimento fusiforme tinha 44 m de comprimento e 12 m de diâmetro. Uma rede formada de faixas passando por cima do revestimento se ligava a uma haste de 20 m, destinada a garantir as formas do balão e a manter o leme. Embaixo se encontrava uma maca que carregava uma pequena galeria e a máquina a vapor. Esta se compunha de uma caldeira vertical com fornalha interna sem tubos, sendo que o gás da combustão passava por um revestimento ao redor da caldeira e depois escoava com o vapor por uma chaminé voltada para baixo. Um cilindro vertical acionava a 110 giros uma hélice de três pás de 3,40 m de diâmetro. A máquina desenvolvia 3 cv e pesava ao todo apenas 150 kg, quando vazia. Ela continha na partida 60 kg de água e de coque.

Houve apenas uma experiência, no Hippodrome, em 24 de setembro de 1852. No dia seguinte, Emile de Girardin traduzia, como grande jornalista, no La Presse, a profunda emoção sentida na partida do primeiro dirigível digno desse nome:
“Ontem, sexta-feira, 24 de setembro de 1852, um homem partiu calmamente sentado sobre o compartimento de combustível de uma máquina a vapor, erguido por um balão com a forma de uma imensa baleia... Esse Fulton da navegação aérea se chama Henri Giffard. É um jovem engenheiro que nenhum sacrifício, nenhuma desilusão, nenhum perigo puderam desencorajar e nem desviar desse empreendimento...Era um belo e dramático espetáculo o do soldado com a idéia afrontosa, com a intrepidez que a invenção transmite ao inventor, o perigo, talvez a morte...Como o governo...não abre um crédito de 1 milhão para tratar a solução do problema da navegação aérea? Há para a França uma solução mais importante?...”
Uma outra testemunha, Sr. Emile Cassé, escrevia posteriormente:
“Presentes nessa experiência, nós amamos nos lembrar do entusiasmo do público e da sensação estranha que nós ressentíamos ao ver o intrépido inventor se elevar em seu aparelho com o barulho agudo do vapor substituindo, nessa circunstância, a saudação habitual ao público pela bandeira de bordo.”
Giffard deixou de suas impressões de primeiro piloto de dirigível uma narração sóbria e clara:
“Parti sozinho do Hippodrome, no dia 24, às 5h15min. O vento soprava de forma bastante violenta. Não imaginei nem um instante lutar diretamente contra o vento, a força da máquina não me permitiu; isso estava previsto antecipadamente e demonstrado pelo cálculo; mas executei com sucesso diversas manobras de movimento circular e de desvio lateral. A ação do leme era perfeitamente sentida, e mal eu puxava levemente uma de suas duas cordas de manobra via imediatamente o horizonte circundar ao redor de mim...”
O Sr. Cassé confirmou ter visto o aeróstato realizar grandes voltas.
Após ter subido a 1 800 metros, Giffard abafou o fogo, liberou o vapor e aterrissou sem acidentes, em Elancourt, perto de Trappes. Em agosto de 1855, ele subiu da usina de gás de Courcelles a bordo de um novo dirigível a vapor de 3 000 m3, bastante alongado, pois tinha 70 m de comprimento e 10 de diâmetro. Ocorreram movimentos oscilatórios muito graves; o revestimento deslizou em sua rede e, no momento em que, ao precipitar a descida, Giffard e seu companheiro, o jovem aeronauta Gabriel Yon, tocavam a terra, o revestimento escapou completamente, se separou em dois e caiu perto da caldeira tombada de cabeça para baixo. A experiência tinha sido muito curta para dar resultados apreciáveis.
Henri Giffard continuou suas pesquisas sobre a dirigibilidade dos aeróstatos. À sua primeira e célebre patente de 1851, na qual expunha magistralmente o problema e os meios para resolvê-lo sob o título Application de la vapeur à la navigation aérienne (“Aplicação do vapor na navegação aérea”), ele acrescentou em 1855 uma segunda patente descrevendo um dirigível de 220 000 m de cubagem, com máquina de 80 cv e revestimento tornado indeformável através da adoção de um ventre elástico, ideia retomada muito mais tarde.
O nome de Giffard também se liga aos balões cativos, dos quais construiu três gigantescos: um em 1867, de 5 000 m3, outro em 1878, de 25 000 m3 e um de 11 500 m3. Os problemas de aerostação o preocuparam até a sua morte prematura - um suicídio por neurastenia - em 1882.